# بعثة بورك وويلس

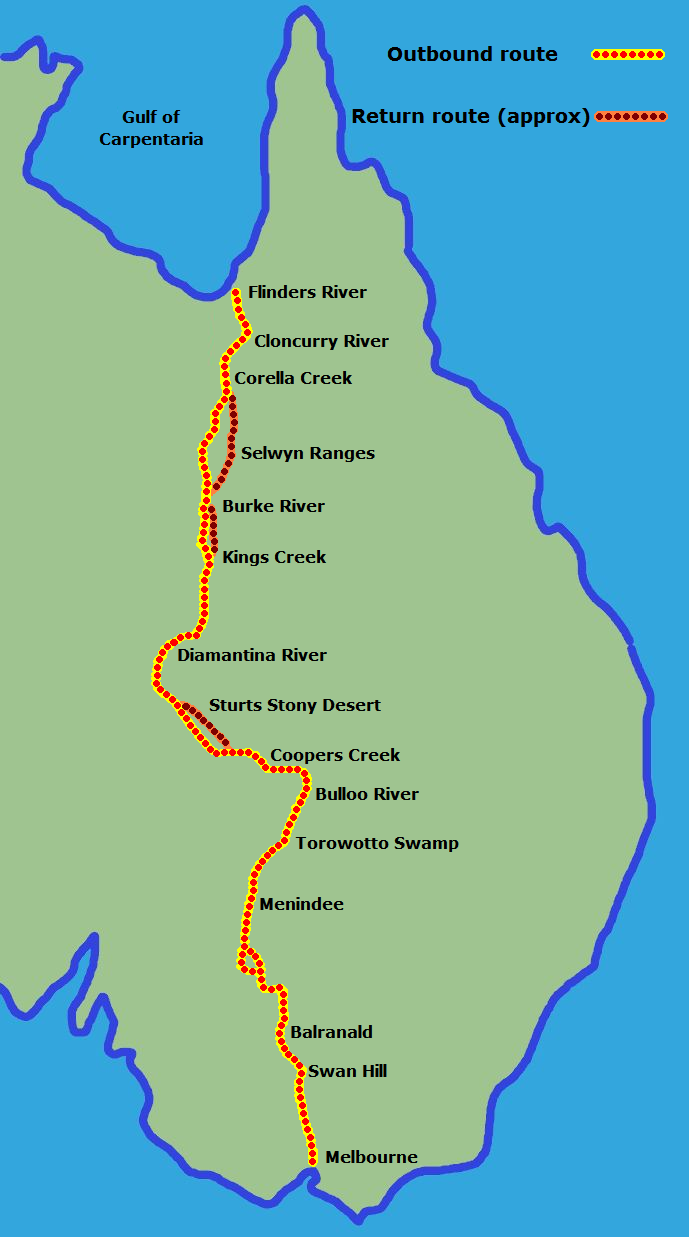
خريطة بعثة بورك وويلس

نظمت جمعية فيكتوريا الملكية في أستراليا بعثة بورك وويلس عام 1860 - 1861. ضمت في البداية 19 رجلًا بقيادة روبرت أوهارا بورك، وكان وليام جون ويلس نائبه. كان هدف الرحلة استكشاف أستراليا من ملبورن في الجنوب إلى خليج كاربنتاريا في الشمال، مسافة تبلغ نحو 3,250 كيلومترًا (نحو 2,000 ميل). ففي ذلك الوقت، كانت معظم الأراضي الداخلية لأستراليا مجهولة عمومًا للمستوطنين الأوروبيين ولم يستكشفها أحد من غير السكان الأصليين.
غادرت البعثة ملبورن في الشتاء. وكان تقدمها بطيئًا في البداية بسبب الطقس القاس، والطرق السيئة، وعربات الخيول المعطوبة. وبعد تقسيم الفريق في منيندي على ضفاف نهر دارلينغ، أحرز بورك تقدمًا جيدًا، ووصل إلى كوبر كريك مع بداية الصيف. أقامت البعثة مخيمًا للمؤن على ضفاف كوبر، وواصل بورك وويلس ورجلان آخران المسير إلى الساحل الشمالي (لكن المستنقعات منعتهم من الوصول إليه).
شهدت رحلة العودة معوقات وأمطارًا موسمية، وعندما بلغوا المعسكر في كوبر كريك، أدركوا أنه هُجر قبل ساعات فقط من وصولهم. توفي بورك وويلس في 30 يونيو 1861 أو نحو ذلك التاريخ. وأُرسلت العديد من بعثات الإغاثة، وساهمت جميعها في اكتشافات جغرافية جديدة. توفي سبعة رجال إجمالًا، وكان الجندي الأيرلندي جون كينغ الوحيد الذي عبر القارة مع البعثة وعاد حيًا إلى ملبورن.

## من منيندي إلى كوبر كريك
عرضت حكومة جنوب أستراليا في يوليو 1859، مكافأة قدرها 2,000 جنيه إسترليني (نحو 289 ألف دولار أسترالي في 2011) على من ينجح بعبور القارة من جنوبها إلى شمالها غرب خط الطول 143. وكان المستكشف المتمرس جون مكدوال ستيوارت من واجه هذا التحدي. شعر بورك بالقلق من أن يسبقه ستيوارت إلى الساحل الشمالي وسرعان ما نفد صبره بسبب تقدمهم البطيء الذي بلغ في بعض الأحيان 2 ميل (3.2 كم) في الساعة وسطيًا.
فقسّم بورك المجموعة، وأخذ 15 خيلًا و16 إبلًا وسبعة رجال مؤهلين بدنيًا؛ ويلس، وبراهي، وباتون، وماكدونو، وكينغ، وغراي، ودوست ماهوميت. قلص أيضًا من كمية المعدات، واتبع خطة مفادها التقدم بسرعة إلى كوبر كريك (المعروف آنذاك باسم كوبرز كريك) ثم انتظار الآخرين، ممن بقي منهم في منيندي، للحاق بهم. غادروا منيندي في 19 أكتوبر، بمساعدة مرشد يُدعى ديك من قبيلة باكانتي، ووليام رايت (أمين مزرعة كينتشيغا المجاورة لتربية الأغنام) ورجل آخر من السكان الأصليين. عُين رايت ثالثًا في القيادة وكان التنقل سهلًا نسبيًا لأن الأمطار التي هطلت جعلت المياه وفيرة، وكانت حرارة الطقس معتدلة بشكل استثنائي ولم تتجاوز درجات الحرارة 90 درجة فهرنهايت (32 درجة مئوية) سوى مرتين. كان رايت وديك قد سافرا أيضًا بنفس الطريقة بالقرب من كوبر كريك قبل بضعة أشهر.
سارت المجموعة على الطريق المار بالبرك المائية في بيلبا، ولانغاويرا، موتاوينتيجي، ووانامينتا، إلى مستنقع في توروتو. ومن هناك، أُرسل رايت وديك والمرشد الآخر من السكان الأصليين إلى منيندي لإحضار ما تبقى من الرجال والمؤن، فيما استمرت مجموعة بورك في مسيرها إلى كوبر كريك. أخبرهم السكان الأصليون المقيمين في توروتو أنهم سيواجهون معارضة من السكان في الشمال. وبإرشاد رجلين آخرين من السكان الأصليين، سرعان ما وصلوا إلى بحيرة ألتيبوكا (ألتوكا) ثم تنقلوا عبر سهول كاريابندي الفيضية إلى نهر بولو الذي كان يُعرف أيضًا باسم رايتس كريك. وعلى ضفاف بولو، قابلوا نحو 120 فردًا من السكان الأصليين الذين ساعدوهم على استخدام المسارات التي يتبعونها، فشقوا طريقهم إلى كوبر كريك الذي وصلوا إليه في 11 نوفمبر.

## كوبر كريك

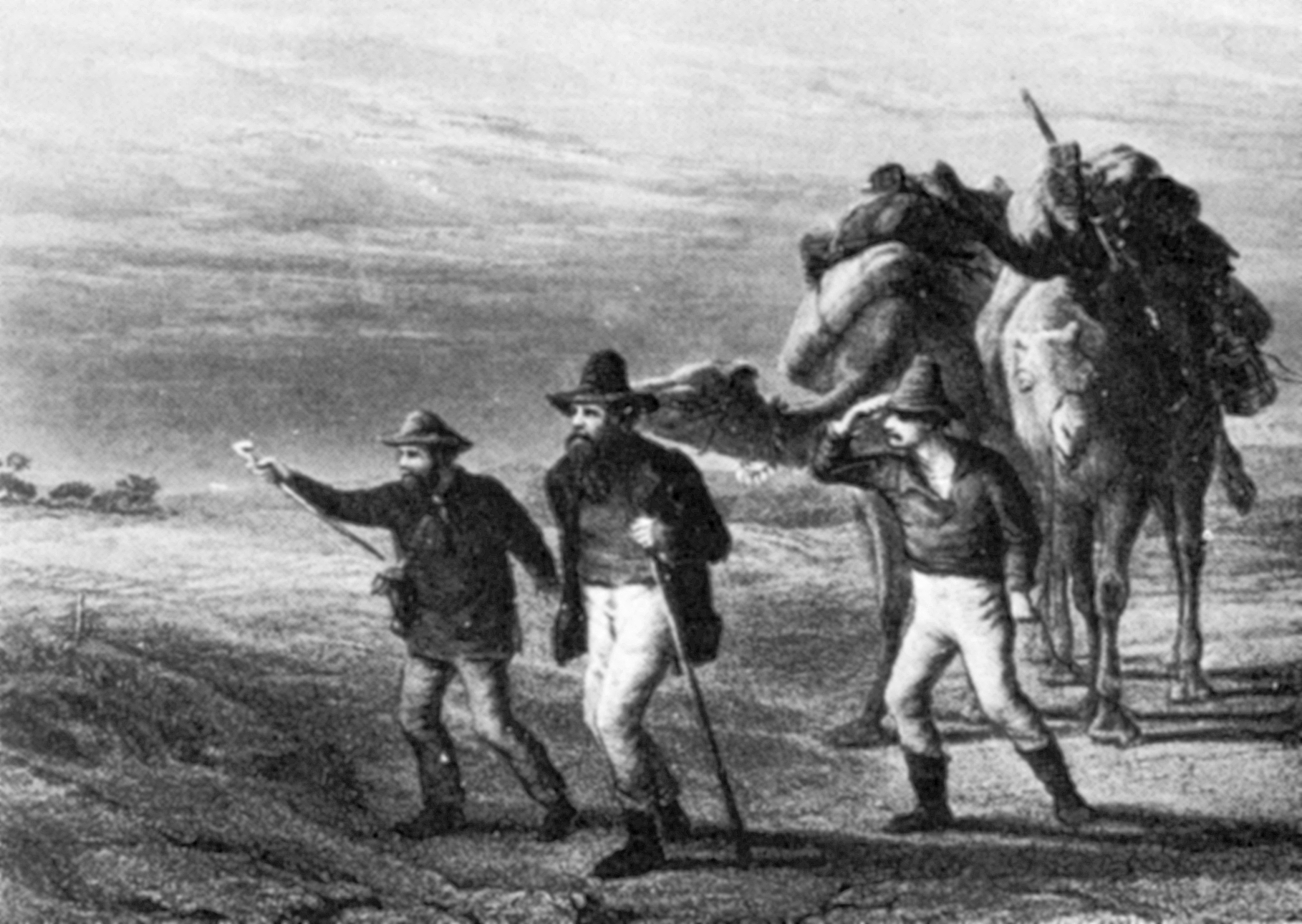
بعثة بورك وويلز في طريق العودة عبر كوبر كريك بعد بلوغ خليج كاربنتاريا

كان كوبر كريك في عام 1860 الحد الخارجي للأرض التي اكتشفها الأوروبيون، إذ زار النهر الكابتن تشارلز ستورت في 1845 وأغسطس تشارلز غريغوري في 1858. ووصلت بعثة بورك الاستكشافية إلى كوبر في 11 نوفمبر وأقاموا مركزًا للمؤن في معسكر 63. أثناء إجراء استطلاع على بعد 90 ميلًا شمال هذا المعسكر، فقد ويلس 3 إبل واضطر إلى السير عائدًا إلى المركز. أُجبر الرجال على نقل المعسكر بعد تفش للجرذان فيه، لذلك نصبوا مركزًا ثانيًا على مقربة من المصب عند عين ماء. فكان هذا المعسكر 65 ونصبوا سياجًا مطوقًا وأطلقوا عليه اسم فورت ويلس.
كان من المعتقد أن بورك سينتظر في كوبر كريك حتى الخريف (مارس من العام التالي) لكي يتجنب السفر خلال صيف أستراليا الحار. ومع ذلك، لم ينتظر بورك إلى ما بعد يوم الأحد 16 ديسمبر وقرر التوجه نحو خليج كاربنتاريا. وقسم المجموعة مرة أخرى، تاركًا وليام براهي مسؤولًا عن المؤن، مع دوست ماهوميت ووليام باتون وتوماس ماكدونو.
انطلق بورك وويلس وجون كينغ وتشارلز غراي إلى الخليج مع ستة إبل وحصان واحد وما يكفي من الطعام لمدة ثلاثة أشهر فقط. كان الوقت حينها في منتصف الصيف وغالبًا ما بلغت درجة الحرارة اليومية 122 درجة فهرنهايت (50 درجة مئوية) في الظل، ولم يكن في صحراء تشيليتسكي وستورت ستوني سوى القليل جدًا من الظل. أمر بورك براهي بالانتظار لمدة ثلاثة أشهر؛ ومع ذلك، فقد راجع ويلس الذي يتسم بالحذر أكثر، الخرائط وأبدى رؤية أكثر واقعية للمهمة المقبلة، وأمر براهي سرًا بالانتظار لمدة أربعة أشهر.

## خليج كاربنتاريا
سارت الرحلة شمالًا إلى خليج كاربنتاريا بسلاسة وكان العثور على المياه أمرًا سهلًا بفضل الأمطار التي هطلت مؤخرًا، وكان السكان الأصليون مسالمين، على عكس التوقعات. وفي نحو 2 فبراير 1861، أنشأت المجموعة معسكر 119 على ضفاف نهر بينو، ذراع دلتا نهر فليندرز، التي لاحظ ويلس أنها مياه مالحة وتخضع للمد والجزر. قرر بورك وويلس، لدرايتهما أن البحر قريب بلا شك، الانطلاق عبر المستنقعات إلى الساحل، وتركا الإبل خلفهما مع كينغ وغراي في معسكر 119 لكون الأرض سبخية موحلة. سلكا طريقًا أوصلهم إلى مجتمع من السكان الأصليين وحقل للبطاطا الحلوة وكوخ كبير جدًا. وجههما بعض من أفراد الكوكاتج في أفضل مسار ممكن. ورُجح، حسب التقديرات، وصولهما إلى شواطئ خليج كاربنتاريا أو حتى رؤيتها في 11 فبراير 1861، لكن لا يوجد دليل موثق على ذلك. في هذه المرحلة، كانا بحاجة ماسة إلى الإمدادات. تبق لديهم طعام يكفيهم لمدة 27 يومًا، لكن السفر من كوبر كريك كان قد استغرق منهم 59 يومًا. عاد بورك وويلس للانضمام إلى الآخرين في المعسكر 119 وبدأوا رحلة العودة في 13 فبراير.

## رحلة العودة إلى كوبر كريك
في طريق العودة، حل موسم الأمطار وبدأت الأمطار الموسمية الاستوائية. تخلوا عن إبل اسمه غولا سينغ في 4 مارس، لعدم قدرته على الاستمرار. وأردوا ثلاث إبل أخرى وتناولوا لحمها على طول الطريق وأطلقوا النار على حصانهم الوحيد، بيلي، في 10 أبريل على نهر ديامانتينا، جنوب ما يعرف اليوم بمدينة بيردسفيل. تركوا العتاد خلفهم في عدد من المواقع، بعدما قلصوا عدد حيوانات الحمولة. أُعيد تعيين أحد هذه المواقع، مخيم العودة 32، في عام 1994 وبدأت جمعية بورك وويلس التاريخية رحلة استكشافية للتحقق من اكتشاف عظام الإبل في 2005.
تناولوا البقلة، أحد النباتات الزهرية، لجعل مؤنهم الغذائية تدوم وقتًا أطول. واصطاد غراي أيضًا ثعبانًا يبلغ وزنه 11 رطلًا (5 كغ) (ثعبان أسود الرأس)، فتناولوه. أُصيب كل من بورك وغراي بالزحار على الفور. كان غراي مريضًا، لكن بورك اعتقد أنه كان «يهذر» (يتظاهر). وفي 25 مارس على نهر بورك (جنوب ما يعرف اليوم ببلدة بوليا)، أُمسك بغراي وهو يسرق سكيلغولي (نوع من العصيدة المخففة) فضربه بورك. وبحلول 8 أبريل، لم يتمكن غراي من السير أكثر؛ توفي في 17 أبريل بسبب الزحار في مكان أطلقوا عليه اسم مستنقع بوليغونم. لا يُعرف موقع وفاة غراي، ومن المعتقد عمومًا أنه كان عند بحيرة ماساكر في جنوب أستراليا. وفي حين استُبعد احتمال أن يكون بورك قد قتل غراي، فإن شدة الضرب التي انهال بها بورك عليه كانت موضع نقاش واسع. توقف الرجال الثلاثة الباقين على قيد الحياة ليوم واحد من أجل دفن غراي، واستعادة قوتهم - كانوا في هذه المرحلة ضعيفين جدًا بسبب الجوع والإرهاق. بلغوا كوبر كريك أخيرًا في 21 أبريل، ليجدوا أن مخيم المؤن تحت مسؤولية وليام براهي قد هُجر قبل عدة ساعات.